# Chrysope verte
Chrysoperla carnea
Espèce
La chrysope verte (Chrysoperla carnea), parfois appelée demoiselle aux yeux d'or, est une espèce d'insectes de l'ordre des névroptères, de la famille des chrysopidés,  Elle constitue un ennemi naturel de certains ravageurs en horticulture et arboriculture.
Synonyme ancien
- Chrysopa carnea

## Identification et cycle de vie
Les adultes mesurent de 10 à 15 mm. Leurs ailes membraneuses (25 mm) sont transparentes. Le corps et les nervures des ailes sont verts (rosissent en automne quand l'insecte recherche un abri pour hiverner). Les yeux sont dorés. Les antennes sont longues et filiformes. Les adultes hibernent dans les feuilles mortes en hiver et émergent quand les températures se réchauffent au printemps. 

Les larves (7 à 8 mm) sont jaune-grisâtre/vert-brun avec deux bandes longitudinales rouges. Elles sont munies de pièces buccales piqueuses-suceuses pour capturer leurs proies et en aspirer le contenu. Sur les côtés, elles sont pourvues de verrues et de poils.
Les œufs, de forme elliptique et de couleur verdâtre, portés sur un long filament sont pondus sur les feuilles au voisinage des colonies des futures proies.
Sur l'image des œufs de chrysope, on peut remarquer une colonie de psylles de l'olivier (Euphyllura olivina) sur la gauche, qui constitue une bonne réserve de nourriture pour les futures larves de chrysope.

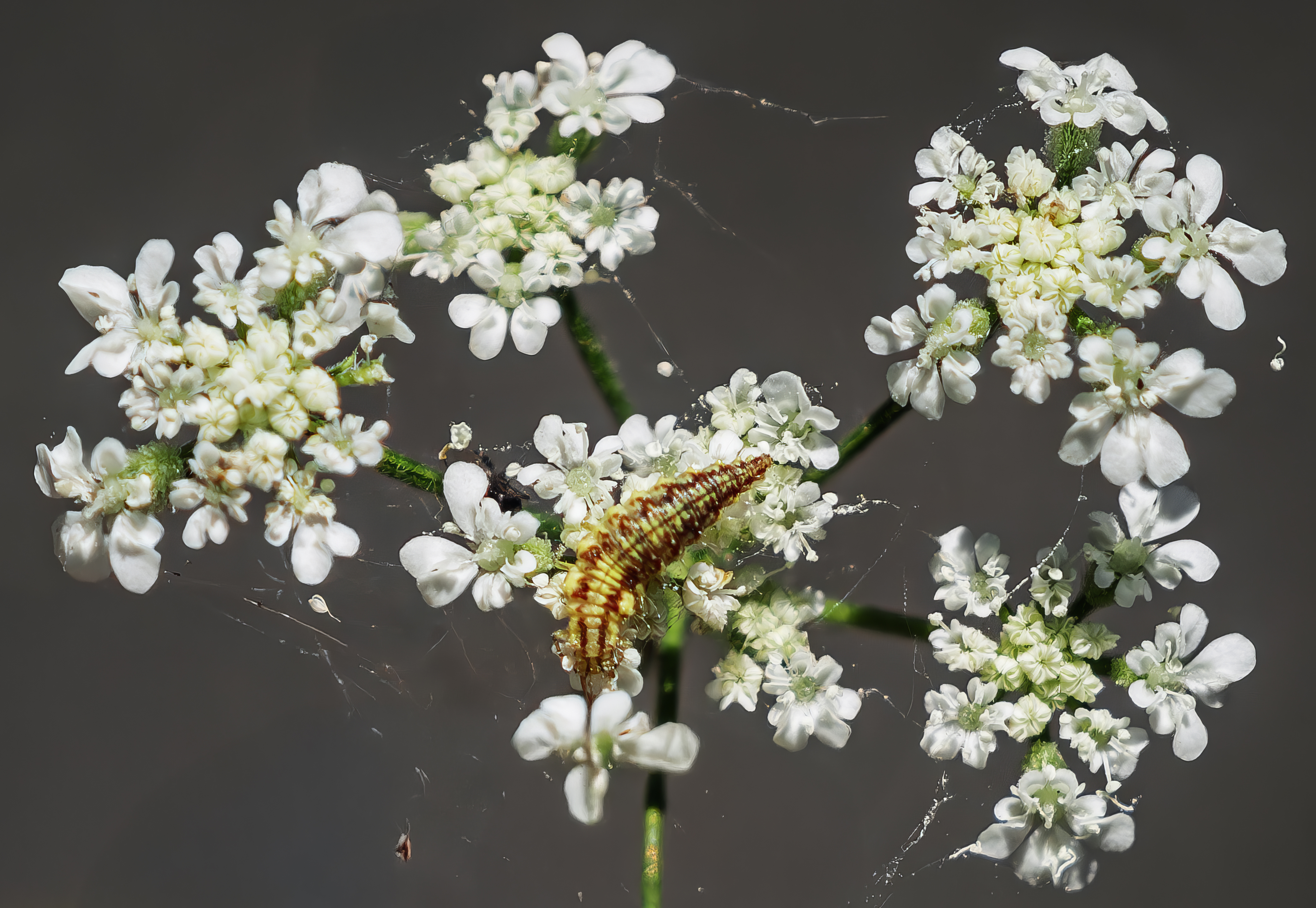
Larve de Chrysoperla carnea sur Torilis arvensis
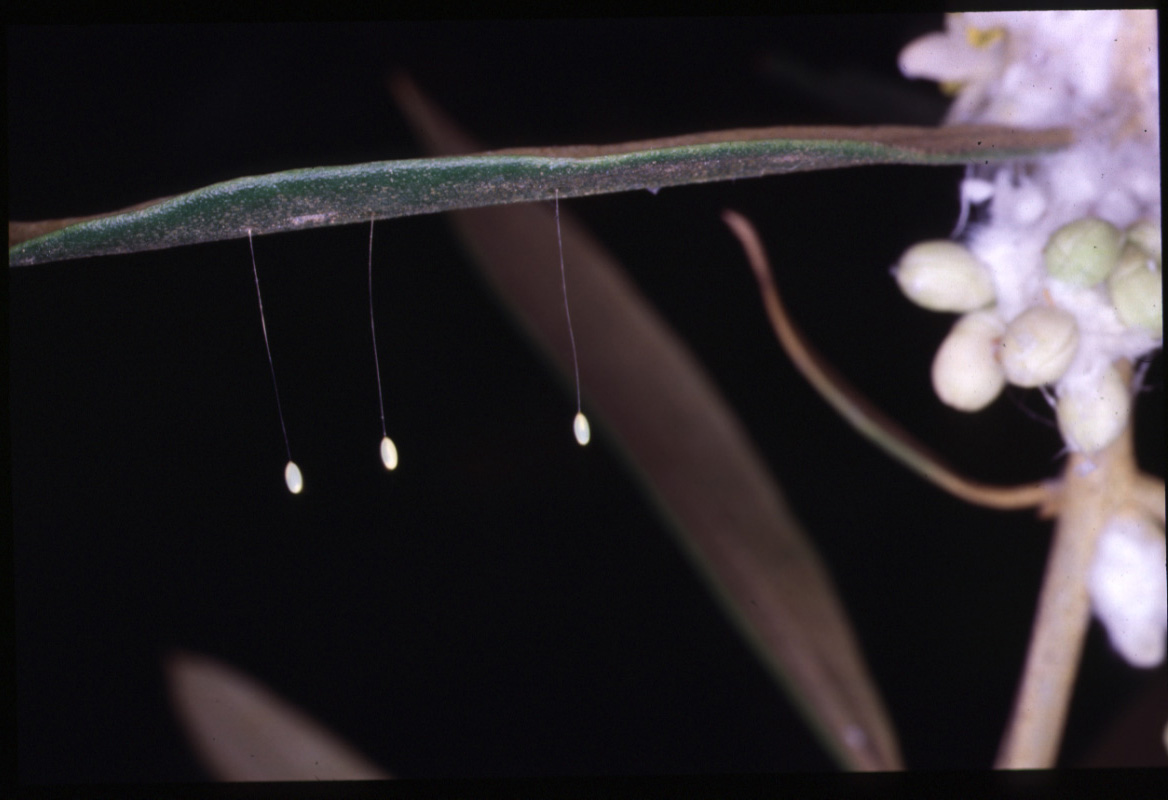
Œufs de chrysope sur feuille d'olivier.
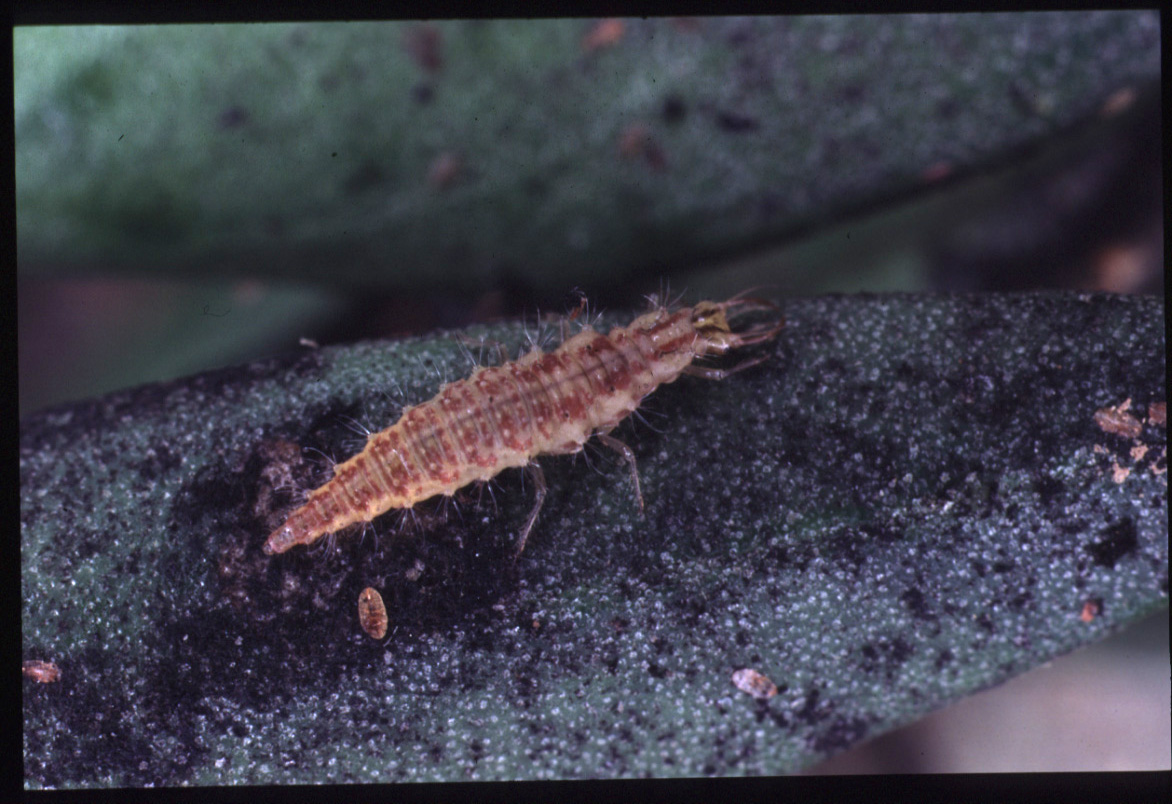
Larve de chrysope sur feuille d'olivier couverte de fumagine, probablement en quête de larves L1 de Saissetia oleae.

## Régime alimentaire et importance pratique
Les adultes se nourrissent de miellat et de pollen. Les larves s'attaquent aux œufs, aux larves et aux adultes de divers insectes (cochenilles, pucerons et chenilles de plusieurs espèces de lépidoptères) ainsi qu'aux acariens (araignées rouges entre autres). Au cours de son développement, une larve de chrysope peut se nourrir de plus de 500 pucerons ; en une heure, 30 à 50 araignées rouges peuvent être dévorées.
L'activité de ces insectes permet de réguler la prolifération des ravageurs de certaines cultures.
Les chrysopes permettent de réduire l'utilisation d'insecticides contre les pucerons et autres petits arthropodes nuisibles, ce qui a ainsi une action favorable sur la protection de l'environnement.

## Sensibilité et protection
Les chrysopes vertes, et les larves plus particulièrement, sont sensibles aux produits phytosanitaires. Elles sont actives de mai à septembre : deux ou trois générations se succèdent. Il faut utiliser pendant cette période des produits phytosanitaires qui n'agissent pas sur les chrysopes. Les œufs sont sensibles aux huiles et la plupart des stades sont sensibles aux esters phosphoriques et produits chlorés. Ils tolèrent la plupart des fongicides.
Le maintien de haies permet de conserver des espèces animales et végétales utiles. Les haies permettent aux chrysopes adultes de trouver en lisière du verger le miellat et le pollen nécessaires à leur subsistance et à leur reproduction ainsi que des abris pour passer l'hiver.
Une étude a enregistré un taux de mortalité important chez des larves de chrysope nourries de chenilles de ver du cotonnier ayant survécu à l'ingestion de maïs Bt

## Lutte biologique
Chrysoperla carnea est un auxiliaire de lutte biologique contre la cochenille noire de l'olivier.